# Upadek Lewiatana
Upadek Lewiatana (tyt. oryg. Leviathan Falls) – amerykańska powieść fantastyczno-naukowa napisana przez Jamesa S.A. Coreya. To dziewiąta i ostatnia część z cyklu Expanse (jako dziesiąty został wydany zbiór opowiadań). Okładka i tytuł zostały ogłoszone podczas wirtualnego spotkania z fanami 16 września 2020. Książka ukazała się 30 listopada 2021. Tytuł nawiązuje do pierwszej powieści, Przebudzenie Lewiatana. Książka zdobyła Dragon Award w kategorii najlepsza powieść science-fiction w 2022. Polskie wydanie ukazało się 26 stycznia 2022 nakładem wydawnictwa Mag w tłumaczeniu Marka Pawelca.